# Biblioteca universitaria San Girolamo
La Biblioteca universitaria San Girolamo è una biblioteca universitaria ad Urbino.

## Storia
La biblioteca è stata aperta il 30 ottobre 2020 dall'allora rettore dell'università di Urbino Vilberto Stocchi.

## Sede

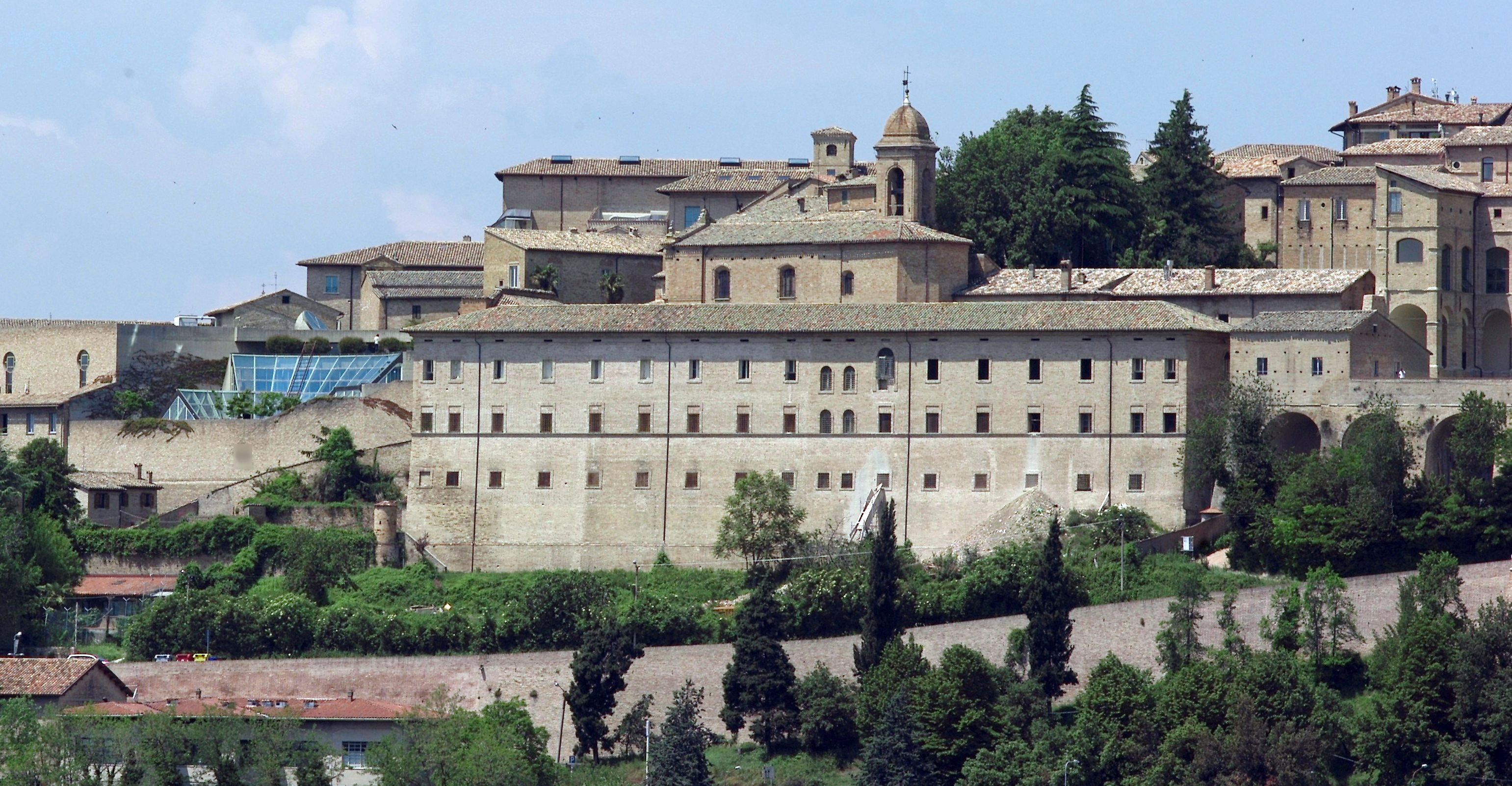
L'ex convento di san Girolamo.

La biblioteca ha sede nell'ex convento dei Girolamini eretto nel '700 che fino agli anni '80 è stata una struttura carceraria per poi essere donata all'ateneo.

## Fondi e collezioni
La biblioteca mette a disposizione di studenti e professori dell'università, nonché del pubblico, oltre 150.000 volumi nel settore umanistico, nello specifico sono disponibili libri e periodici su:
- antichistica
- cinema e televisione
- estetica
- filosofia
- geografia
- italianistica
- letteratura bizantina
- letteratura cristiana
- letteratura greca
- letteratura italiana
- letteratura latina
- letteratura medioevale
- letteratura umanistica
- linguistica (etrusco, italiano, greco, latino, indoeuropeo, sanscrito, indoiranico, armeno, luvio, ittita, palaico, licio, livio, cario)
- musica
- pedagogia
- psicologia
- retorica
- sociologia
- storia
- storia greca
- storia romana
- teatro moderno

La struttura conserva inoltre diversi fondi:
- Fondo Bedeschi
- Fondo Franceschini
- Fondo Questa
- Fondo Ramous
- Fondo Ronconi
- Fondo Spadoni
- Fondo Vogt